# Becs de Bosson
Becs de Bosson är ett berg i Schweiz.   Det ligger i distriktet Sierre och kantonen Valais, i den södra delen av landet, 90 km söder om huvudstaden Bern. Toppen på Becs de Bosson är 3 149 meter över havet, eller 406 meter över den omgivande terrängen. Bredden vid basen är 4,0 km.
Terrängen runt Becs de Bosson är huvudsakligen bergig, men den allra närmaste omgivningen är kuperad. Närmaste större samhälle är Sion, 14,0 km nordväst om Becs de Bosson. 
Trakten runt Becs de Bosson består i huvudsak av gräsmarker. Runt Becs de Bosson är det glesbefolkat, med 8 invånare per kvadratkilometer.